# Валентиновка (Костанайская область)
Валентиновка (каз. Валентиновка) — упраздненное село в Аулиекольском районе Костанайской области Казахстана. Входило в состав Москалевского сельского округа. Ликвидировано в 2009 году. 

## Население
В 1999 году население села составляло 109 человек (60 мужчин и 49 женщин).